# San Antonio de Palé
San Antonio de Palé ist der größte Ort auf der zu Äquatorialguinea gehörenden Insel Annobón im Golf von Guinea sowie Hauptstadt der gleichnamigen Provinz. Sie liegt an der Nordküste der Insel und beherbergt etwa 2500 Einwohner, rund die Hälfte der Inselbevölkerung. Unmittelbar westlich der Ortschaft befindet sich der Flughafen Annobón.